# 巴西17岁以下国家足球队
巴西国家U17足球队，为巴西在17岁以下年龄组的国家级足球代表队。

## 荣誉
- 南美U17足球锦标赛：
  - 冠军(10)： 1988, 1991, 1995, 1997, 1999, 2001, 2005, 2007, 2009, 2011
  - 亚军(2)： 1985, 1986, 2003

- U17世界杯足球赛：
  - 冠军(3)： 1997, 1999, 2003
  - 亚军(2)： 1995, 2005